# Phyllophaga itsmica
Phyllophaga itsmica är en skalbaggsart som beskrevs av Moron 2000. Phyllophaga itsmica ingår i släktet Phyllophaga och familjen Melolonthidae. Inga underarter finns listade i Catalogue of Life.